# Liste der Naturdenkmale in Ahrensfelde
Die Liste der Naturdenkmale in Ahrensfelde nennt die Naturdenkmale in der Gemeinde Ahrensfelde im Landkreis Barnim in Brandenburg (Stand Juli 2009).
In den Spalten befinden sich folgende Informationen:
- Nr.: Identifizierungsnummer nach veröffentlichter Liste. Sie wird von der unteren Naturschutzbehörde des Landkreises oder der kreisfreien Stadt vergeben. Wenn sie bekannt ist, wird sie angegeben. In dieser Spalte kann sich zusätzlich das Wort Wikidata befinden, der entsprechende Link führt zu Angaben zu diesem Naturdenkmal bei Wikidata.
- Bezeichnung: Benennung des Naturdenkmals, in der Regel wird bei Bäume die Baumart genannt. Bekannte Eigennamen werden mit angegeben.
- Gemarkung: Ort oder Gemarkung, in der sich das Naturdenkmal befindet
- Lage: Nennt die Lage des Naturdenkmals im jeweiligen Ortsteil und die geografischen Koordinaten des Naturdenkmals. Link zu einem Kartenansichtstool, um Koordinaten zu setzen. In der Kartenansicht sind Naturdenkmale ohne Koordinaten mit einem roten beziehungsweise orangen Marker dargestellt und können in der Karte gesetzt werden. Denkmale ohne Bild sind mit einem blauen bzw. roten Marker gekennzeichnet, Denkmale mit Bild mit einem grünen beziehungsweise orangen Marker.
- Beschreibung: die Beschreibung des Naturdenkmales
- Schutzzweck: Erläutert den Grund der Unterschutzstellung
- Bild: Zeigt ein Bild des Naturdenkmales und gegebenenfalls ein Link zu weiteren Fotos im Medienarchiv Wikimedia Commons

## Bäume, Baumgruppen
| Bild                           | Bezeichnung                                                 | Lage | Beschreibung                                                                      | Schutzzweck                                                | Nummer   |
| ------------------------------ | ----------------------------------------------------------- | --- | --------------------------------------------------------------------------------- | ---------------------------------------------------------- | -------- |
| BW                             | Stiel-Eiche                                                 | Ahrensfelde, Auf dem Friedhof (52° 35′ 4,7″ N, 13° 34′ 23,1″ O)                                                                          | - Alter: 150–200 Jahre - Höhe: 27,00 m - Umfang: 4,33 m - Kronendurchmesser: 20 m | Eigenart                                                   | 004-02   |
| Weitere Bilder Fotos hochladen | „Königs- oder Rieseneiche“ (Stiel-Eiche), auch „Malereiche“ | Blumberg, An der Ostseite des Parkes (zum Feld hin) (52° 36′ 12″ N, 13° 37′ 56″ O)                                                       | - Alter: 400–500 Jahre - Höhe: 28,00 m - Umfang: 7,10 m - Kronendurchmesser: 22 m | Eigenart, Seltenheit, landeskundliche Bedeutung            | 028-01   |
| Weitere Bilder Fotos hochladen | Gemeine Roßkastanie, „Vielstämmige Kastanie“                | Blumberg, Park, östlich anschließend an die Ortslage (52° 36′ 19,8″ N, 13° 37′ 32,3″ O)                                                  | - Alter: 80–100 Jahre - Höhe: 21,00 m - Umfang: 5,68 m - Kronendurchmesser: 19 m  | Schönheit, landeskundliche Bedeutung                       | 028-03/1 |
| Fotos hochladen                | Gemeine Roßkastanie                                         | Blumberg, Park, östlich anschließend an die Ortslage (unmittelbar neben der „vielstämmigen Kastanie“) (52° 36′ 19,8″ N, 13° 37′ 32,3″ O) | - Alter: 80–100 Jahre - Höhe: 24,00 m - Umfang: 4,10 m - Kronendurchmesser: 11 m  | Schönheit, landeskundliche Bedeutung                       | 028-03/2 |
| Weitere Bilder Fotos hochladen | Stiel-Eiche (eine der „Dreieichen“)                         | Blumberg, Park, östlich anschließend an die Ortslage (52° 36′ 19,2″ N, 13° 37′ 43″ O)                                                    | - Alter: 200–300 Jahre - Höhe: 31,00 m - Umfang: 5,08 m - Kronendurchmesser: 26 m | Schönheit, landeskundliche Bedeutung                       | 028-04/1 |
| Weitere Bilder Fotos hochladen | Stiel-Eiche (eine der „Dreieichen“)                         | Blumberg, Park, östlich anschließend an die Ortslage (52° 36′ 19,2″ N, 13° 37′ 43″ O)                                                    | - Alter: 100–200 Jahre - Höhe: 32,00 m - Umfang: 3,74 m - Kronendurchmesser: 18 m | Schönheit, landeskundliche Bedeutung                       | 028-04/2 |
| Weitere Bilder Fotos hochladen | Stiel-Eiche (eine der „Dreieichen“)                         | Blumberg, Park, östlich anschließend an die Ortslage (52° 36′ 19,2″ N, 13° 37′ 43″ O)                                                    | - Alter: 200–300 Jahre - Höhe: 32,00 m - Umfang: 5,30 m - Kronendurchmesser: 32 m | Schönheit, landeskundliche Bedeutung                       | 028-04/3 |
| Weitere Bilder Fotos hochladen | Stiel-Eiche                                                 | Blumberg, Park, östlich anschließend an die Ortslage (52° 36′ 9,4″ N, 13° 37′ 56,6″ O)                                                   | - Alter: 200–300 Jahre - Höhe: 26,00 m - Umfang: 4,47 m - Kronendurchmesser: 15 m | Schönheit, landeskundliche Bedeutung                       | 028-06/1 |
| Weitere Bilder Fotos hochladen | Stiel-Eiche                                                 | Blumberg, Park, östlich anschließend an die Ortslage (52° 36′ 9,4″ N, 13° 37′ 56,3″ O)                                                   | - Alter: 200–300 Jahre - Höhe: 25,00 m - Umfang: 4,01 m - Kronendurchmesser: 18 m | Schönheit, landeskundliche Bedeutung                       | 028-06/2 |
| BW                             | Schwarz-Erle                                                | Blumberg, Park, östlich anschließend an die Ortslage (52° 36′ 15,1″ N, 13° 37′ 46,2″ O)                                                  | - Alter: ca. 100 Jahre - Höhe: 20,00 m - Umfang: 5,77 m - Kronendurchmesser: 12 m | Eigenart, Seltenheit, landeskundliche Bedeutung, Schönheit | 028-07   |
| Weitere Bilder Fotos hochladen | Gewöhnliche Platane                                         | Blumberg, Park, östlich anschließend an die Ortslage (52° 36′ 19,4″ N, 13° 37′ 41,2″ O)                                                  | - Alter: 100–200 Jahre - Höhe: 28,00 m - Umfang: 2,98 m - Kronendurchmesser: 25 m | Eigenart, Seltenheit, landeskundliche Bedeutung, Schönheit | 028-09   |
| Weitere Bilder Fotos hochladen | Stiel-Eiche                                                 | Blumberg, ehemaliges Schlossgelände (52° 36′ 11,1″ N, 13° 37′ 19,5″ O)                                                                   | - Alter: 130 Jahre - Höhe: 22,00 m - Umfang: 4,20 m - Kronendurchmesser: 25 m     | Eigenart, Schönheit, landeskundliche Bedeutung             | 028-11   |
| Weitere Bilder Fotos hochladen | Gewöhnliche Platane                                         | Blumberg, ehemaliges Schlossgelände (52° 36′ 8″ N, 13° 37′ 25,8″ O)                                                                      | - Alter: 220–250 Jahre - Höhe: 28,00 m - Umfang: 5,40 m - Kronendurchmesser: 18 m | Eigenart, Schönheit, landeskundliche Bedeutung             | 028-12   |
| Fotos hochladen                | Winter-Linde                                                | Blumberg, Ostseite der Kirche (52° 36′ 10,3″ N, 13° 37′ 11,9″ O)                                                                         | - Alter: 150–200 Jahre - Höhe: 15,00 m - Umfang: 4,72 m - Kronendurchmesser: 12 m | Seltenheit, landeskundliche Bedeutung                      | 028-13   |
| Weitere Bilder Fotos hochladen | Stiel-Eiche                                                 | Eiche, Dorfanger, gegenüber vom Haus Nr. 7 (52° 36′ 9,5″ N, 13° 37′ 12,8″ O)                                                             | - Alter: 100–150 Jahre - Höhe: 25,00 m - Umfang: 3,54 m - Kronendurchmesser: 24 m | Seltenheit                                                 | 056-01   |

## Geotope
| Bild | Bezeichnung | Lage | Beschreibung | Schutzzweck | Nummer |
| ---- | ----------- | --- | ------------ | ----------- | ------ |
| BW   | zwei Oser   | Ahrensfelde, Nordwest- und Nordostteile des Friedhofs und des angrenzenden Waldgebietes (52° 35′ 22,6″ N, 13° 34′ 23,5″ O) |              |             | 004-03 |
| BW   | Os          | Blumberg, südöstlich der Siedlung Birkenhöhe (52° 38′ 39,7″ N, 13° 35′ 36,7″ O)                                            |              |             | 028-14 |

## Ehemalige Naturdenkmale
| Bild                           | Bezeichnung                | Lage                                                            | Beschreibung | Grund                                    | Nummer |
| ------------------------------ | -------------------------- | --------------------------------------------------------------- | ------------ | ---------------------------------------- | ------ |
| Weitere Bilder Fotos hochladen | Gewöhnlicher Trompetenbaum | Blumberg, Park, östlich anschließend an die Ortslage (Standort) |              | 2/3 abgestorben, nicht mehr schutzwürdig | 028-08 |